# Niebieska bila

Niebieska bila − w snookerze bila kolorowa znajdująca się na środku stołu. Jest warta 5 punktów i jest zagrywana jako czwarta kolorowa (w momencie, gdy na stole nie ma już czerwonych bil).

## Znaczenie bili
Ze względu na swoje położenie, bila jest najczęściej wbijana do środkowych kieszeni. Przy budowaniu breaków odgrywa często ważną rolę, gdyż umożliwia łatwy powrót do czerwonych bil oraz ich rozbicie. Ze względu na to, iż jest stosunkowo łatwa do wbicia (rzadko kiedy jest blokowana przez czerwone bile) zawodnicy często wykorzystują ją jako przedłużenie breaka, w momencie, gdy nie uda im się dojście do innej bili kolorowej lub gdy jest ono niemożliwe. Wbicie wszystkich czerwonych bil z bilą niebieską daje w sumie 90 punktów, a z kolorami 117 punktów.